# 日比野朱里
日比野朱里（日语：／ Hibino Akari，1959年7月5日—），日本女性配音員。出身於靜岡縣濱松市。本名、舊藝名。身高156cm。A型血。

## 簡歷
日比野朱里第一次出現在電視上是在幼稚園，並且很崇拜廣告中的姐姐。
那時，她立志成為演員，從小學到高中都是話劇社的成員。進入中學之後，她加入了話劇社。日比野在話劇社的老師是一位精通戲劇的專家，她能夠演出老師創作的戲劇，得到了適當的指導，到了中學2年級的時候，她自己也能夠做出一部自己編劇、導演的戲劇。雖然自己並不喜歡動畫，但中學1年級時看了電視動畫《海王子》之後，了解配音員是一個職業，覺得很有趣。還寫了一封粉絲信給飾演該作品主角東東的鹽屋翼，收到回覆後大家都很興奮。之後，日比野在電視動畫《新好小子》演鹽屋翼的妹妹。並加入濱松海之星高等學校（現濱松聖星高等學校）話劇社活躍。高中時期也是個跑者，但稱自己是個「動畫迷」。然而，她從來沒有想過自己會從事動畫相關的工作或會當上配音員。
移居東京就讀表演學校，並於1978年就讀於日本工學院專門學校戲劇系3期。同年加入劇團櫂。在上完錄音課程後，她想認真嘗試錄音。與當時作為講師的古川登志夫、中田浩二認識，忍不住聽到了自己通常在電視直播時聽到的聲音。
1981年至1982年曾是三宅裕司經營的劇團Super Eccentric Theater的成員。
在電影版《宇宙戰士巴魯迪奧斯》的業餘配音試鏡獲得第2名。正是在這裡，她遇見了劇團櫂的前輩溝口綾。兩個月後，在1981年，她在電視動畫《漫畫水戶黃門》藝名首次亮相。1983年起，在《足球小將翼》為主角大空翼獻聲。然後在《足球小將翼》的第2輪試鏡中，也通過了岬太郎的試鏡。
也曾經是Voice Arts的成員。也曾加入劇團櫂、ARTSVISION、arck production、Aqua Light（現Media Force）。
雖然日比野30歲時曾經一度引退，但1994年在《足球小將翼J》再次擔任大空翼的聲音。1999年8月，40歲的日比野從賢Production轉移至Tori Tori Office，同時更改藝名為「日比野朱里」。在《未來少年柯南II》重返配音業界。
然而，約2002年，當時43歲的日比野在自己的網站上回憶起自己想要放棄一切。雖然此後不再活躍，但仍在PlayStation 2版的《足球小將翼》和《浪客劍心 炎上！京都輪廻》等之前的作品持續演出。2007年9月22日播出的《大膽MAP 人氣動畫角色聲音50強》首次出現在電視上。2017年，參加遊戲《足球小將翼 ～奮戰夢幻隊～》。 目前，她主要以名義作為落語家活躍。

## 人物
曾在電視動畫《足球小將翼》飾演主角大空翼，並演唱片頭曲和片尾曲。
興趣：觀賞小戲劇。
漫畫家、《足球小將翼》的作者高橋陽一是她的前夫。2021年7月5日，本人在Facebook上宣布離婚已有7年。
另外，同樣在她的Facebook上宣布「今天，2019年1月1日…我要回歸了！(^O^)／」「當我成為配音員時，我決定不再使用我的藝名日比野朱里，而是使用這個名字。好吧，我會改回去」「我還沒從配音界退休」。座右銘是。
自由播報員、曾在鹿兒島讀賣電視台和靜岡放送工作的鬼頭里枝是她表親的女兒。

## 演出
粗體字表示主要角色。

### 電視動畫
年份不詳
- 海螺小姐

1982年
- 超時空要塞（よっちゃん、廣播）

1983年
- 足球小將翼系列（1983年—2002年，大空翼[16]、[17]）3系列[系列 1]

1984年
- 新好小子（日语：あした天気になあれ (漫画)）（向糸子[18]）
- 戰鬥王（甜甜）
- 藍寶（日语：らんぽう）（美雪）

1986年
- 機器人阿丁 (1986年版)（日语：ロボタン）（金作）

1987年
- 超能力魔美（小波[19]）
- 城市獵人（1987年—1988年，吉田奈奈、健太）2系列[系列 2]
- 妙手小廚師（江川武）

1988年
- 超音戰士Borgman（織田慎治）
- 變形金剛：超神 Master Force（キャンサー）
- 名門！第三野球部（日语：名門!第三野球部）（白石〈弟〉）

1989年
- GO！摔角軍團（羅賓·葛德）
- 貓咪也瘋狂（想成為漫畫家的少年）
- 摔角軍團〈銀河篇〉聖戰士羅賓Jr.（日语：レスラー軍団〈銀河編〉 聖戦士ロビンJr.）（羅賓·葛德Jr.）

1993年
- 歡樂的楊柳鎮（珍）

1994年
- 咕嚕咕嚕魔法陣（水晶婆婆）
- 超時空要塞7（比利）
- 奪寶奇謀（穆泰王）

1996年
- 浪客劍心 (1996年版)（沖田總司）

1999年
- 週刊故事樂園（日语：週刊ストーリーランド）（護士B）
- HUNTER×HUNTER (1999年版)（門淇、飛坦）
- 未來少年柯南II（日语：未来少年コナンII タイガアドベンチャー）（大我[20]）
- 徽章戰士（川中島）

2000年
- GEAR戰士電童（學生）
- 咕嚕咕嚕魔法陣 心跳♡傳說（可奈爾）

2001年
- 神雕俠侶（裘千尺）
- 大～集合！小魔女DoReMi（服部四郎）
- 百變海盜王（日语：仰天人間バトシーラー）

2002年
- 銀河戰警（約特）
- 飆悍射將（森一人[21]）
- （薩米）
- 遊☆戲☆王 怪獸之決鬥（馬利克的母親）

### 電影動畫
1984年
- 超時空要塞：愛，還記得嗎？（德萬頓3565）

1985年
- 足球小將翼：決戰歐洲（大空翼[22]）
- 足球小將翼：危險！全日本Jr.（大空翼[23]）

1986年
- 足球小將翼：奔向明日！（大空翼[24]）
- 足球小將翼：世界大決戰!! Jr. 世界盃（大空翼[25]）
- 劇場版 A子計畫（朝）

1987年
- 哆啦A夢：大雄與龍之騎士（男孩子）
- 魯邦三世：風魔一族的陰謀（男孩子）

1988年
- 超能力魔美：星空上的跳舞娃娃（小波）

1989年
- 美樂蒂的小紅帽（奶奶）

1994年
- 足球小將翼J：最強的敵人！荷蘭青年代表隊（大空翼）

### OVA
1984年
- BIRTH（日语：BIRTH (OVA)）（莫戈）

1985年
- 橙路 少年Jump特別動畫（檜山光）

1986年
- 無限地帶23 PART II 告訴我你·的·秘·密（辛蒂）

1987年
- 風與木之詩 -三聖頌-（塞巴斯蒂安）
- A子計畫系列（1987年—1989年，朝）3作品[系列 3]
- Pocket Saurus（日语：ポケットザウルス）（皮埃爾）

1988年
- 墮落時空冒險（日语：ズッコケ三人組#『ズッコケ時空冒険』）（博士〈山中正太郎〉）

1989年
- 新足球小將翼（1989年—1990年，大空翼）

1990年
- （榊原和夫）

1994年
- 足球小將翼J：最強的敵人！荷蘭青年代表隊（大空翼）

1999年
- 浪客劍心 追憶篇（沖田總司）

2002年
- HUNTER×HUNTER ORIGINAL VIDEO ANIMATION（2002年—2003年，飛坦）2作品[系列 4]

### 遊戲
1994年
- 足球小將翼（日语：キャプテン翼 (ゲーム)）系列（大空翼）

1996年
- 夢幻模擬戰III（日语：ラングリッサーIII）（路因、蕾拉、斐琪亞）

1997年
- 月光症候群（日语：ムーンライトシンドローム）（白髮少年）

1998年
- 夢幻模擬戰V ～The End of Legend～（斐琪亞）

2002年
- 超級機器人大戰IMPACT（日语：スーパーロボット大戦IMPACT）（女帝賈內拉）[注 1]

2005年
- 第3次超級機器人大戰α 終焉之銀河（女帝賈內拉）

2006年
- 浪客劍心 炎上！京都輪廻（沖田總司）
- 足球小將翼（大空翼）[注 2]

2007年
- 超級機器人大戰Scramble Commander the 2nd（日语：スーパーロボット大戦Scramble Commander the 2nd）（女帝賈內拉）

2008年
- 超級機器人大戰A 攜帶版（女帝賈內拉）

2012年
- 浪客劍心 完醒（沖田總司[26]）

2017年
- 足球小將翼 ～奮戰夢幻隊～（日语：キャプテン翼 (ゲーム)#KLab）（大空翼[27]）

### 外語配音

#### 電影
- 重振雄風（英语：Stealing Home）（不明，小時候的比利·懷亞特）

#### 動畫
- 飛天小女警（2001年，瑪麗安）

### 廣播劇CD
- 神無之鳥（日语：神無ノ鳥） 視覺粉絲書附錄廣播劇CD（2002年，入江弓子）

### 特攝影集
- 大口大口的少爺君（1986年，莫格燈的聲音）

### 廣播節目
- 動畫托比亞（日语：アニメトピア）（1983年—1986年，負責情報單元）

## 腳註

## 外部連結
- 日比野朱里的X（前Twitter） （日語）
- （2005年4月—2013年1月），存于 （日語）—日比野朱里的官方個人部落格。